# Prunières, Lozère
Prunières este o comună în departamentul Lozère din sudul Franței. În 2009 avea o populație de 252 de locuitori.

## Evoluția populației
| An        | 1975 | 1982 | 1990 | 1999 | 2006 | 2009 |
| --------- | ---- | ---- | ---- | ---- | ---- | ---- |
| Populație | 163  | 172  | 169  | 175  | 239  | 252  |